# قسم أنجيرلو الريفي (مقاطعة بيله سوار)
قسم أنجیرلو الريفي (بالفارسية: دهستان انجیرلو) هي منطقة سكنية تقع في إيران في قسم. يقدر عدد سكانها بـ 4,368 نسمة .